# Municipio de Clinton (condado de Venango)
El municipio de Clinton (en inglés: Clinton Township) es un municipio ubicado en el condado de Venango en el estado estadounidense de Pensilvania. En el año 2000 tenía una población de 758 habitantes y una densidad poblacional de 10 personas por km².

## Geografía
El municipio de Clinton se encuentra ubicado en las coordenadas 41°16′00″N 79°51′59″O / 41.26667, -79.86639.

## Demografía
Según la Oficina del Censo en 2000 los ingresos medios por hogar en la localidad eran de $37,361 y los ingresos medios por familia eran $40,563. Los hombres tenían unos ingresos medios de $32,375 frente a los $17,656 para las mujeres. La renta per cápita para la localidad era de $16,370. Alrededor del 11,2% de la población estaban por debajo del umbral de pobreza.